# Cidaria ochracearia
Cidaria ochracearia là một loài bướm đêm trong họ Geometridae.